# Vracov
Vracov (in tedesco Wratzow) è una città della Repubblica Ceca facente parte del distretto di Hodonín, in Moravia Meridionale.